# 崔登瀛
崔登瀛（1874年—？），廣東省廣州府南海縣人，清朝政治人物，同進士出身。
光緒二十一年，登進士，授內閣中書。光緒三十四年，任內閣典籍。宣統二年，任宗人府主事。